# Phu Quoc
Phu Quoc (čti Fu Kuok; vietnamsky Phú Quốc) je největším vietnamským ostrovem. Ve vietnamském kontextu se mu někdy přezdívá Dao Ngoc (viet. Đảo Ngọc, tj. Nefritový ostrov). K Phu Quocu patří dalších 21 menších ostrovů. Celé souostroví leží v Siamském zálivu a má rozlohu zhruba 593 km², samotný ostrov pak 574 km². Administrativně tvoří součást jihovietnamské provincie Kien Giang (Kiên Giang). Hlavním střediskem je přístavní městečko na západním pobřeží Zuong Dong (viet. Dương Đông). V současnosti čítá ostrov okolo 80 tisíc obyvatel, což je důsledek osidlování po r. 1975 (do té doby jen něco přes 5 tisíc). Severní břeh je vzdálen pouhých 15 km od kambodžské provincie Kampot. Phu Quoc, khmersky nazývaný Koh Trâl, byl v minulosti opakovaně nárokován Kambodžou, žije zde i khmerská menšina.
Phu Quoc se v posledních letech pomalu stává vyhledávaným cílem plážových turistů, i když infrastruktura zůstává dosud dosti skromná. Mezi ostrovem a Ho Či Minovým Městem (Saigonem) funguje pravidelné letecké spojení. Kromě toho se ostrov v celém Vietnamu proslavil i produkcí kvalitní rybí omáčky, známé mj. svým pronikavým odérem.